# Lāvar-e Sāḩelī
Lāvar-e Sāḩelī (persiska: لاوَر, لاور ساحلی, لاوَر كَبكان, Lāvar) är en ort i Iran.   Den ligger i provinsen Bushehr, i den södra delen av landet, 800 km söder om huvudstaden Teheran. Lāvar-e Sāḩelī ligger 17 meter över havet och antalet invånare är 437.
Terrängen runt Lāvar-e Sāḩelī är platt söderut, men åt nordost är den kuperad. Havet är nära Lāvar-e Sāḩelī åt sydväst. Runt Lāvar-e Sāḩelī är det glesbefolkat, med 17 invånare per kvadratkilometer. Närmaste större samhälle är Kordovān-e Soflá, 15,9 km sydost om Lāvar-e Sāḩelī. Trakten runt Lāvar-e Sāḩelī är ofruktbar med lite eller ingen växtlighet.